# Eksplozja (album)
Eksplozja - debiutancki album studyjny polskiej grupy muzycznej NON Koneksja. Wydawnictwo ukazało się 5 grudnia 2009 roku nakładem wytwórni muzycznej Persona NON Grata we współpracy z Waco Records. Płytę w całości wyprodukował członek zespołu - Kriso. Gościnnie w nagraniach wzięli udział m.in. Hemp Gru, Firma, Don Wu oraz Gabi.

## Lista utworów
Opracowano na podstawie materiału źródłowego.
1. "Explozja" (produkcja: Kriso) - 1:23
2. "To dla mych ludzi" (produkcja Kriso) - 3:37
3. "Pierwszy sort" (produkcja: Kriso, scratche: Dejot) - 3:33
4. "Ulica ma głos" (produkcja: Kriso, gościnnie: Hemp Gru) - 3:37
5. "Słowa jak sól" (produkcja: Kriso: gościnnie: Bosski) - 3:25
6. "Nekrolog" (produkcja: Kriso, scratche: DJ Perc) - 4:39
7. "Razem przez ten syf" (produkcja: Kriso, scratche: DJ Perc) - 3:54
8. "Gotów na wszystko" (produkcja: Kriso, gościnnie: PIH) 3:49
9. "Daj to na Full" (produkcja: Kriso, gościnnie: Kala) - 3:16
10. "Jadę jadę" (produkcja: Kriso, gościnnie: Don Wu, Gabi, scratche: Dejot) - 4:09
11. "Krok za krokiem" (produkcja: Kriso, gościnnie: Hipotonia WIWP) - 4:33
12. "Nie trać siły" (produkcja: Kriso) - 3:51
13. "Co mnie tutaj trzyma" (produkcja: Kriso, gościnnie: Don Wu, Młody Wu, Żary, scratche: Dejot) - 3:50
14. "Dlaczego ja" (produkcja: Kriso, gościnnie: Kala) - 4:07
15. "Ostatni raz" (produkcja: Kriso, gościnnie: Firma) - 4:41
16. "Kwiaty dla umarłych" (produkcja: Kriso, gościnnie: Kala) - 3:16
17. "Opanuj szok" (produkcja: Kriso, gościnnie: Żaba, scratche: DJ Perc) - 3:38
18. "Wyliczanka" (produkcja: Kriso, gościnnie: RPK) - 4:16
19. "Owiany tajemnicą" (produkcja: Kriso, gościnnie: Mercenarios Familly) - 4:31
20. "Outro" (produkcja: Kriso) - 1:13